# Hutgestein

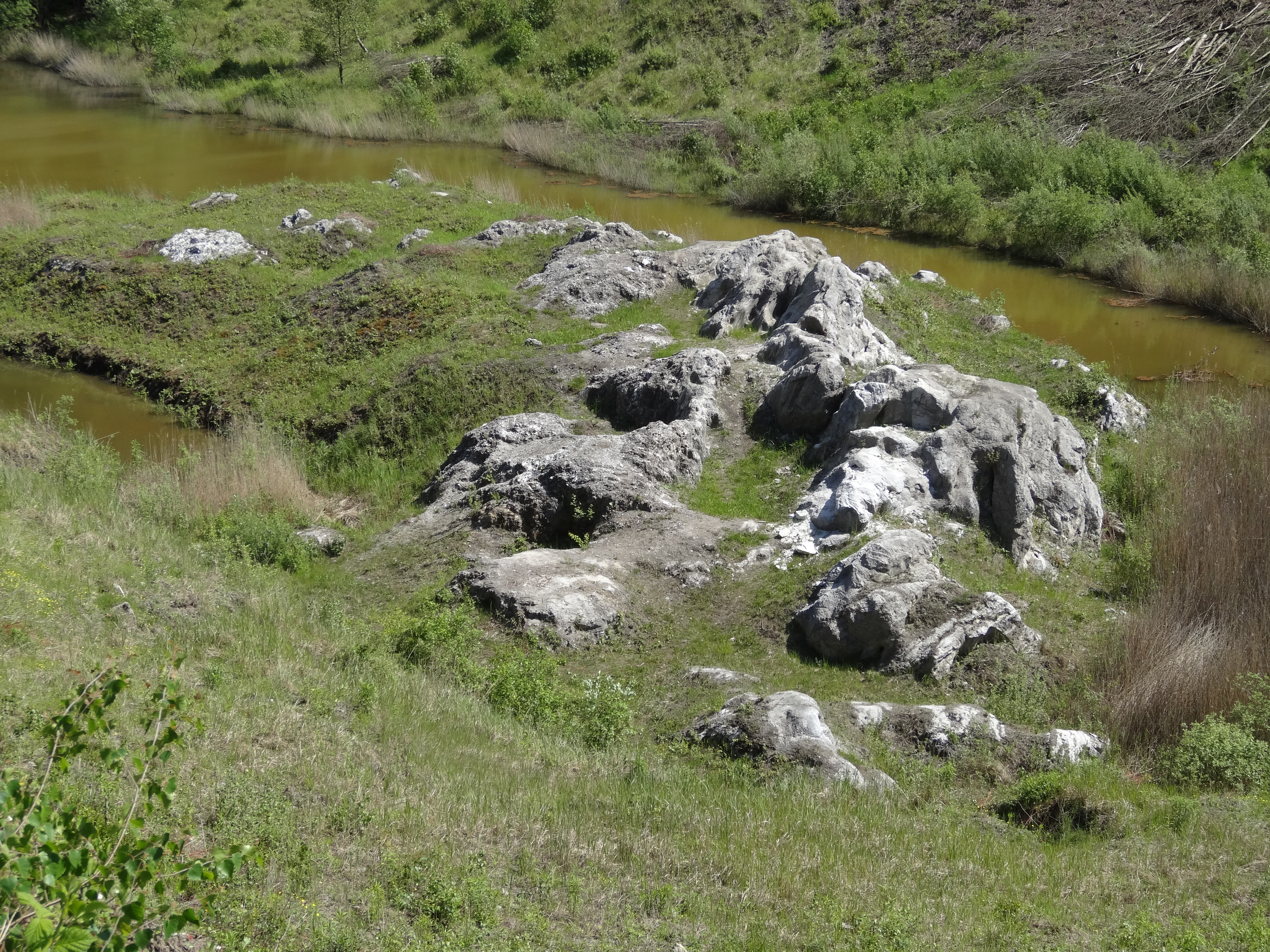
Gipshut, aufgeschlossen in der Liether Kalkgrube

Hutgestein(e) oder Gipshut (engl. cap rock) ist die Bezeichnung für die Gesteinsformationen, die sich im Dachbereich von Salzstöcken bilden, wenn das Salinar im Verlauf der Salzstockbildung (Halokinese) die Nähe der Oberfläche erreicht und dort mit salzuntersättigtem Grundwasser in Kontakt tritt. Das Wasser löst die besonders leicht löslichen Bestandteile des Salinars (in erster Linie das Mineral Halit) auf (Subrosion). Zurück bleibt ein sogenanntes Residualgestein aus Gips, Tonstein und gegebenenfalls Dolomit. Die Grenzfläche zwischen dem Hutgestein und dem von Subrosion nicht betroffenen Teil des Salzstockes wird als Salzspiegel bezeichnet.
Hutgesteine eines Salzstockes sind z. B. am Kalkberg in Westeregeln aufgeschlossen.
Bei einer zwischen 1994 und 1999 von der Bundesanstalt für Geowissenschaften und Rohstoffe  durchgeführten Untersuchung der Hutgesteine der Allertal-Salzstruktur, in der sich das Endlager Morsleben befindet, konnten mit Stand vom 1. Januar 1999 verschiedene der nicht- oder nur geringfügig halitführenden Horizonte der Leine- und Aller-Folge des Zechsteins identifiziert werden.